# 拉字至上：Q世代
《拉字至上：Q世代》（英語：The L Word: Generation Q）是一部由美國Showtime電視網製作的連續劇，是電視劇《拉字至上》播畢十年後推出的續作重啟劇，於2019年12月8日首播。2020年1月，Showtime頻道宣佈續訂第二季，於2021年8月6日播出。 2022年2月，該系列續訂了第三季，於 2022 年 11 月 20 日播出。
2023年3月23日，宣布不續訂《拉字至上：Q世代》，本劇共播出三季落幕。未來將由原版製作人艾琳·柴肯繼續開發以紐約為背景的續作重啟劇，暫名《拉字至上：紐約》(英語：The L Word: New York)。

## 概要
本劇時間設定為《拉字至上》的十年後，地點為加州洛杉磯的銀湖。前作的幾位主要演員回歸，同時加入了多名新角色。本劇聚焦於新世代的LGBT群體，講述她／他們在洛杉磯經歷著愛、心碎、挫折以及個人成長的故事。

## 登場人物

### 主演
- 珍妮佛·貝爾 飾演 Bette Porter
- 凱瑟琳·莫寧 飾演 Shane McCutcheon
- 蕾莎·海利 飾演 Alice Pieszecki
- 雅莉安·曼迪（Arienne Mandi）飾演 Dani Núñez
- 賽佩戴·莫亞菲（Sepideh Moafi）飾演 Gigi Ghorbani
- 里歐·成（Leo Sheng）飾演 Micah Lee
- 積琪蓮·托伯尼（英语：Jacqueline Toboni） 飾演 Sarah Finley
- 羅桑尼·薩亞斯（Rosanny Zayas） 飾演 Sophie Suarez
- 喬丹·赫爾（Jordan Hull） 飾演 Angelica "Angie" Porter-Kennard

### 常設角色
- Freddy Miyares 飾演 José
- 傑米·克萊頓 飾演 Tess
- Carlos Leal 飾演 Rodolfo Núñez
- Brian Michael Smith 飾演 Pierce Williams
- Stephanie Allynne 飾演 Natalie "Nat" Bailey
- Jillian Mercad 飾演 Maribel Suarez
- Olivia Thirlby 飾演 Rebecca
- Latarsha Rose 飾演 Felicity Adams
- Sophie Giannamore 飾演 Jordi
- Lex Scott Davis 飾演 Quiara Thompson

### 特別出演
- 勞雷爾·霍勒曼 飾演 Tina Kennard
- Roxane Gay
- Megan Rapinoe

## 集數
EPISODE 1: LET'S DO IT AGAIN
EPISODE 2: LESS IS MORE
EPISODE 3: LOST LOVE
EPISODE 4: LA TIMES
EPISODE 5: LABELS
EPISODE 6: LOOSE ENDS
EPISODE 7: LOSE IT ALL
EPISODE 8: LAPSE IN JUDGEMENT